# دوري سان مارينو 2013–14
دوري سان مارينو 2013–14 (بالإيطالية: Campionato Dilettanti 2013-2014)‏ هو الموسم 29 من  دوري سان مارينو. أقيم خلال الفترة 13 سبتمبر 2013 وحتى 27 مايو 2014، والذي يشرف على تنظيمه اتحاد سان مارينو لكرة القدم، وكان عدد الأندية المشاركة فيه  15، وفاز فيه نادي لا فيوريتا.